# (3674) Эрбисбюль
(3674) Эрбисбюль (нем. Erbisbühl) — сравнительно крупный астероид, относящийся к группе астероидов пересекающих орбиту Марса — входит в десятку крупнейших астероидов в этой группе. Он был обнаружен 13 сентября 1963 года немецким астрономом Куно Хофмейстером в обсерватория Зоннеберг и назван в честь одноимённой горы, расположенной рядом с обсерваторией. 
- Орбита астероида Эрбисбюль и его положение в Солнечной системе